# Schlacht von Berzitia
Die Schlacht von Berzitia (bulgarisch Битката при Берзития) fand im Jahr 774 nahe der Stadt Berizitia statt und endete mit einem klaren byzantinischen Sieg.

## Vorgeschichte
Nach wenig erfolgreichen Kämpfen der Byzantiner gegen die Bulgaren zu Beginn des Jahres 774, entschloss sich der bulgarische Khan Telerig mit einer kleinen Armee von etwa 12.000 Mann den befestigen Ort Berzitia anzugreifen. 

## Die Schlacht
Der Byzantinische Kaiser Konstantin V. wurde durch seine Spione in der bulgarischen Hauptstadt Pliska über die Absichten Telerigs ein Heer in südöstlicher Richtung zu entsenden informiert und erwartete mit etwa 80.000 Mann den nichts ahnenden bulgarischen Khan in der Nähe der Stadt. Trotzdem die Bulgaren nun von den Byzantinern in einem Überraschungsangriff überrumpelt wurden, wehrten sie sich lange gegen die unvermeidliche Niederlage, mussten sich jedoch letztendlich der großen Anzahl von Gegnern ergeben.

## Folgen
Konstantin wollte von den nun geschwächten Bulgaren weitere Teile ihres Herrschaftsgebiets erobern, konnte aber seinen Vorteil nicht nutzen und musste sich schlussendlich wieder zurückziehen. 775, etwa ein Jahr nach der Schlacht bei Berzitia, starb er auf einem Feldzug gegen die Bulgaren. 
Telerig schöpfte nach der Niederlage bei Berzitia den Verdacht, dass sich in seiner unmittelbaren Umgebung Spione befinden. Um diese zu enttarnen, ließ er den byzantinischen Kaiser wissen, dass er abdanken würde und nach Konstantinopel ins Exil gehen würde. Konstantin glaubte dem Ansinnen Telerigs und erfüllte auch dessen Forderung ihm die Spione zu nennen, angeblich um auch sie nach der Abdankung Telerigs in Sicherheit zu bringen. Telerig dachte jedoch nicht daran abzudanken und ins Exil zu gehen, wie es einige bulgarische Herrscher vor ihm getan hatten. Nachdem er die Liste mit den Spionen erhalten hatte, ließ er diese umgehend exekutieren.